# Budovatel

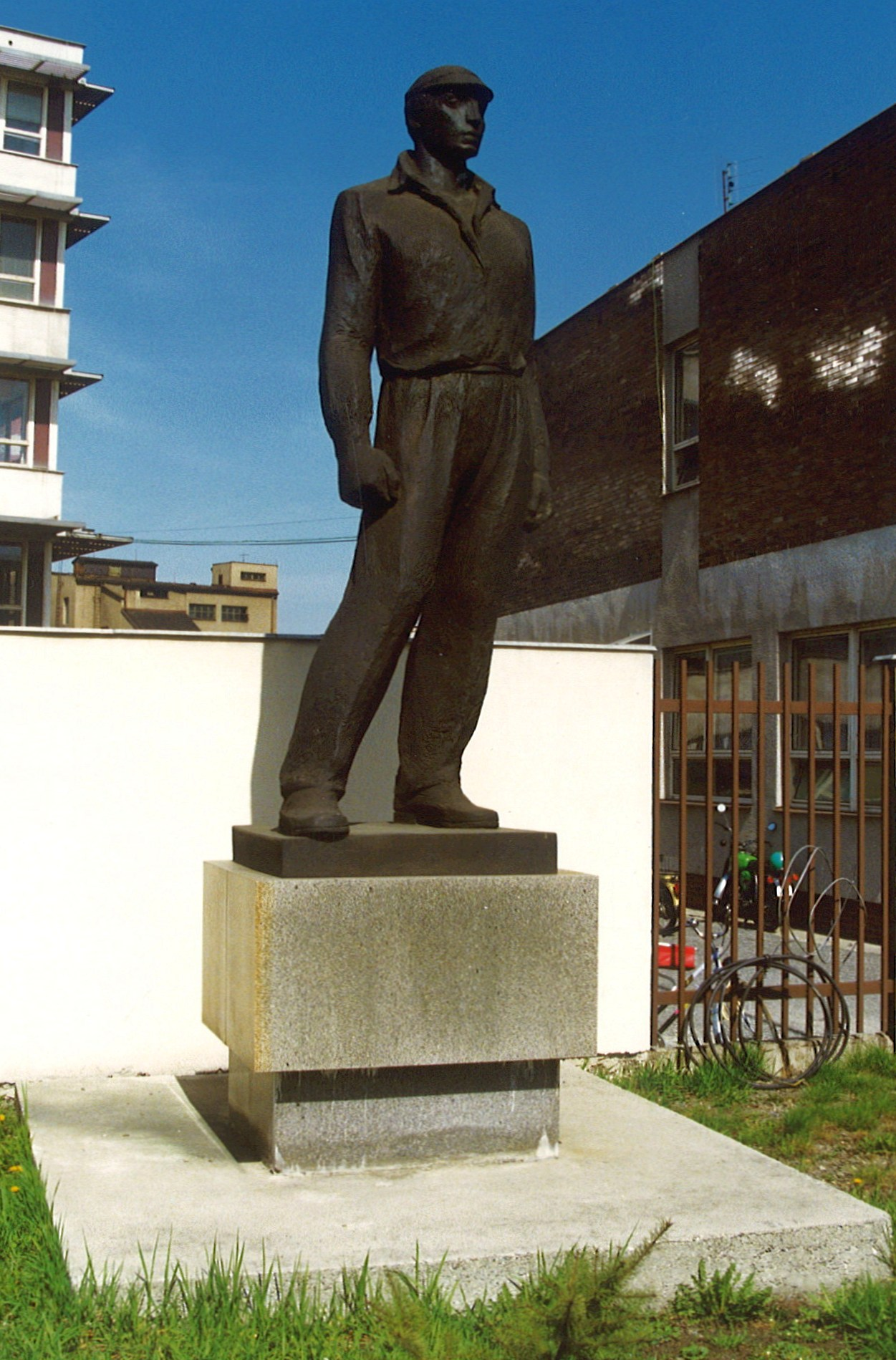
Dělník budovatel

Budovatel je výraz, který historicky pozměnil svůj význam. V době socialistického Československa tedy od roku 1948 až 1989 označoval pro pracujícího/soudruha, který aktivně přispíval k budování socialismu/komunismu. Tak se posunul původní význam slova.
Na rozdíl od úderníka, což bylo označení pro vzorného manuálně pracujícího dělníka, mohl být budovatelem kterýkoliv uvědomělý pracovník, tedy i úředník, voják, politik, umělec. Budovatelem se tak mohl stát kdokoli, pokud bylo třeba vyzdvihnout jeho zásluhy o budování socialismu.
Komunistická propaganda, která musela stále podporovat budovatelské nadšení pracujících, o budovatelích stále informovala – psalo se o nich v tisku, točily se o nich reportáže v televizi, byli hlavními hrdiny v románech nebo budovatelských písních, dostávali vyznamenání.
V roce 1980 byla na počest budovatelů pojmenována „Budovatelů“ nynější stanice metra Chodov v Praze. Přejmenována byla v roce 1990.

## Vývoj významu slova

### Politizace výrazu
Slovo budovatel (v tehdejším pravopisu budowatel se vyskytuje již v Jungmannově slovníku, v té době ve významu stavitel. Vyskytuje se zde i ženská varianta budowatelka (stavitelka). Později nabýval i širších významů (např. „budovatel teorie“), až se začal vztahovat i na politické představitele jako budovatele předválečného Československa.

### President Budovatel
Již od návratu z exilu roku 1945 prezident Edvard Beneš všeobecně nazýván „president Budovatel“. Byla tak vytvořena paralela k prezidentu Masarykovi, který byl nazýván „president Osvoboditel“.

## Slovo budovatel v poválečném Československu
Poté, co moc v zemi získala KSČ, se význam slova budovatel posunul ještě výrazněji z věcné do ideologické roviny.

### Morální kodex budovatele
Morální kodex budovatele komunismu byl přijat v roce 1961 na XXII. sjezdu Komunistické strany Sovětského svazu a postupně se k němu přihlásila většina komunistických a dělnických stran, tedy i Komunistická strana Československa. Bylo to dvanáct bodů, které charakterizovaly morálně vyspělého socialistického občana – budovatele:
- oddanost věci komunismu, láska k socialistické vlasti a k socialistickým zemím
- svědomitá práce pro společnost: kdo nepracuje, ať nejí
- péče všech o zachování a rozmnožení společenských hodnot
- vysoké vědomí společenské povinnosti, nesmiřitelnost vůči porušování zájmů společnosti
- kolektivismus a soudružská vzájemná pomoc: jeden za všechny, všichni za jednoho
- humánní vztahy a vzájemná úcta mezi lidmi: člověk je člověku přítelem, soudruhem a bratrem
- poctivost a pravdivost, mravní čistota, prostota a skromnost ve veřejném i osobním životě
- vzájemná úcta v rodině, péče o výchovu dětí
- nesmiřitelnost k nespravedlnosti, příživnictví, nepoctivosti, kariérismu a hrabivosti
- přátelství a bratrství všech národů SSSR, nesmiřitelnost k národní a rasové nenávisti
- nesmiřitelnost k nepřátelům komunismu, míru a svobody národů
- bratrská solidarita s pracujícími všech zemí, se všemi národy.

Ruský komunistický politik a vůdce Gennadij Zjuganov přirovnal morální kodex budovatele komunismu k Desateru přikázání.

### Budování socialistického státu

#### Budovatelské nadšení

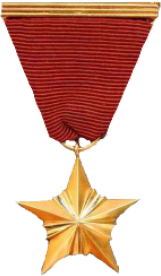
Řád Hrdiny socialistické práce

Podle komunistické ideologie je práce za kapitalismu břemenem a utrpením, ale v nové socialistické době se stává radostnou, uspokojující a tvořivou aktivitou. Podle komunistů jejich zřízení dělníka osvobodilo od práce vykonávané pro kapitalisty. Dělník začal pracovat pro sebe, své kolegy, svou rodinu, a proto práci vykonával rád a aktivně se tak podílel na budování socialistického státu. Počátky socialistického režimu po druhé světové válce tak byly naplněny vlnou budovatelského nadšení. Základní silou pokroku byla dělnická a rolnická třída, která uvědoměle a obětavě budovala socialismu. Z dělníků a rolníků se tak stali budovatelé.

#### Udělování řádů práce
Budovatelské nadšení bylo potřeba stále podporovat, a tak se z vynikajících a uvědomělých  budovatelů stávali hrdinové socialistické práce, kteří byli pro ostatní příkladem.
Již v roce 1952 před prvním májem byl v Rudém právu otištěn článek s názvem Komunistická metoda výstavby socialismu, ve kterém byly rekapitulovány hlavní zásady a pilíře socialismu a s nimi i kořeny pracovního hrdinství. Čestné tituly, zpočátku Řád práce a od roku 1959 Hrdina socialistické práce, začaly být udělovány těm, kdo se zasloužili obzvláště vynikající průkopnickou činností, zejména v průmyslu a zemědělství, dopravě, obchodu, anebo vědeckými vynálezy o vítězství socialismu v Československé republice. 

#### Oslava svátku práce

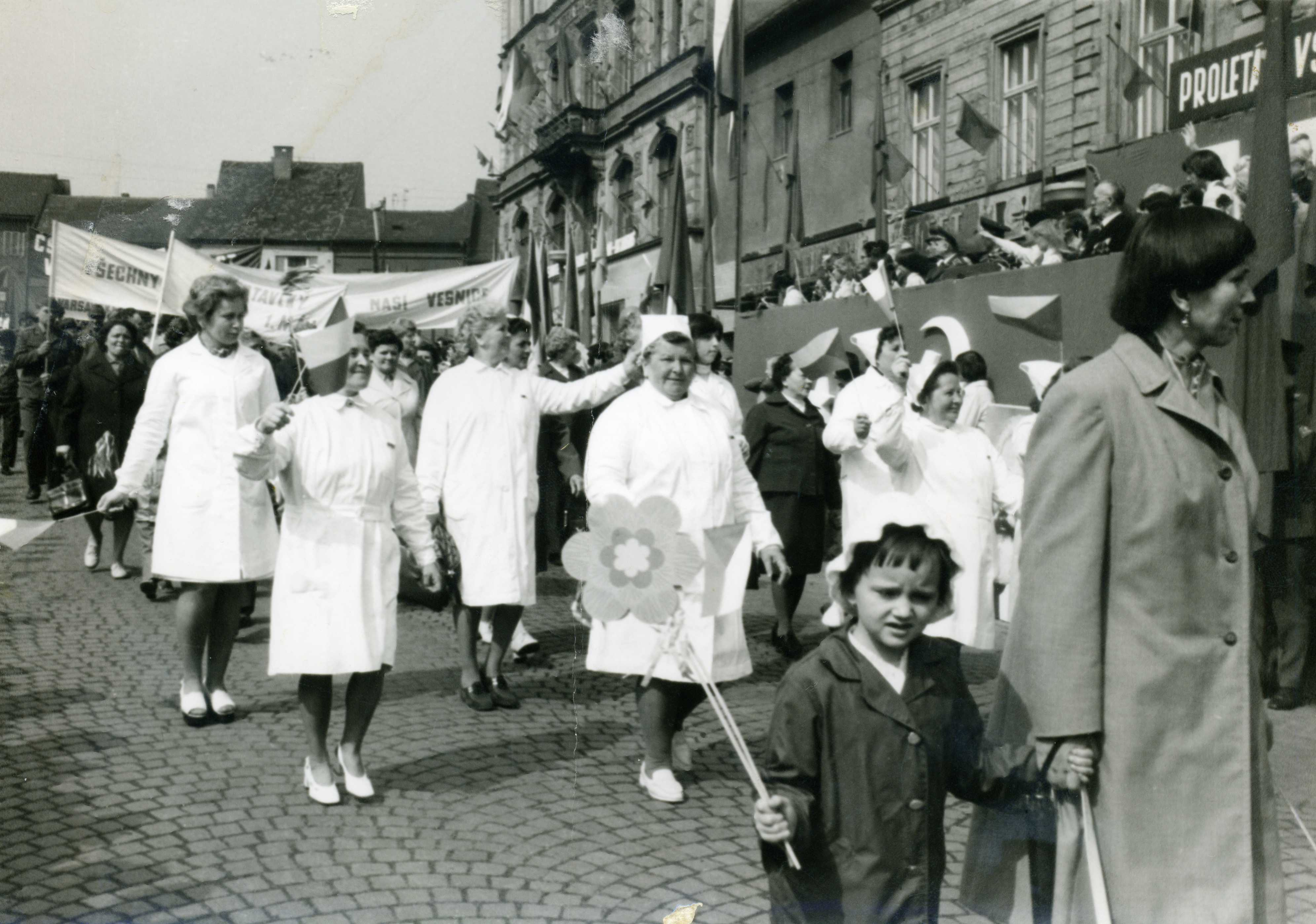
Prvomájový průvod pracujících

Komunistický režim kladl důraz na oslavu svátku práce 1. května. Tento den připomínající stávku dělníků v Chicagu, kteří manifestovali proti špatným pracovním podmínkám a který se slavil již od roku 1890, si komunisté zcela přisvojili. Svátek práce se stal masovou demonstrací, které se museli účastnit všichni obyvatelé, aby angažovaně podpořili vedoucí postavení dělnické třídy a tím komunistické strany. Při oslavě svátku všech pracujících šli v čele prvomájového průvodu nejlepší budovatelé socialistického státu.  